# Vriesea barbosae
Vriesea barbosae là một loài thuộc chi Vriesea. Đây là loài đặc hữu của Brasil.